# Kevin Almosny
Kevin Almosny Rossiter (nacido el 22 de febrero de 1993 en Santo Domingo, República Dominicana) es un futbolista internacional de la República Dominicana, se desempeña en el terreno de juego como delantero y medio ofensivo.

## Clubes
| Club                  | País                 | Año       |
| --------------------- | -------------------- | --------- |
| Bauger FC             | República Dominicana | 2008-2009 |
| Club Atlético Tigre   | Argentina            | 2009-2011 |
| Bauger FC             | República Dominicana | 2011-2014 |
| Club Atlético Pantoja | República Dominicana | 2015-2018 |

## Vida personal
Su padre es venezolano y su madre es argentina. Esto último le ayudó para probarse, en febrero de 2009, en las inferiores del Club Atlético Tigre y es firmado; en 2011 se marcha del club debido a una lesión que le impide rendir al nivel exigido en el club.